# Leon MacAlister
Leon MacAlister (25 de julio de 2000) es un deportista de Australia que compite en natación. Ganó una medalla de bronce en el Campeonato Mundial Junior de Natación de 2017, en la prueba de 4 × 100 m estilos.